# 삼국유사군위도서관
삼국유사군위도서관은 대구광역시 군위군 군위읍 소재의 도서관이다.

## 연혁
- 1974년 8월 6일 '군위군립도서관설치조례' 공포(군위군 조례 제287호)
- 1975년 5월 27일 '군위군립도서관'개관
- 1991년 3월 25일 '경상북도립군위공공도서관'으로 명칭변경
- 2003년 3월 1일 경상북도 평생학습관 지정
- 2003년 12월 '디지털자료실'개실
- 2008년 12월 23일 경상북도립군위공공도서관 이전 신축공사 착공
- 2009년 9월 27일 경상북도 군위공공도서관 이전 신축공사 완공
- 2009년 11월 17일 경상북도 군위공공도서관 신축개관
- 2010년 6월 24일‘삼국유사자료실’개관
- 2010년 6월 28일‘삼국유사군위도서관’으로 명칭변경

## 시설현황
- 3층: 열람실, 시청각실, 준비실, 소회의실, 동아리실, 지식나눔터
- 2층: 종합자료실, 교양강좌실, 관장실, 디지털자료실
- 1층: 어린이열람실(모자열람실포함), 사무실, 전시실, 수서정리실, 탕비/당직실, 물품관리실

## 이용 안내
이용 시간
- 종합자료실: 화~일요일 09:00 ~ 18:00
- 어린이열람실: 화~일요일 09:00 ~ 18:00
- 디지털자료실: 화~일요일 09:00 ~ 18:00
- 일반열람실: 화~일요일 09:00 ~ 22:00

휴관일
- 매주 월요일
- 법정공휴일
- 임시휴관일(특별한 사유로 도서관장이 지정한 날)